# Maasgau

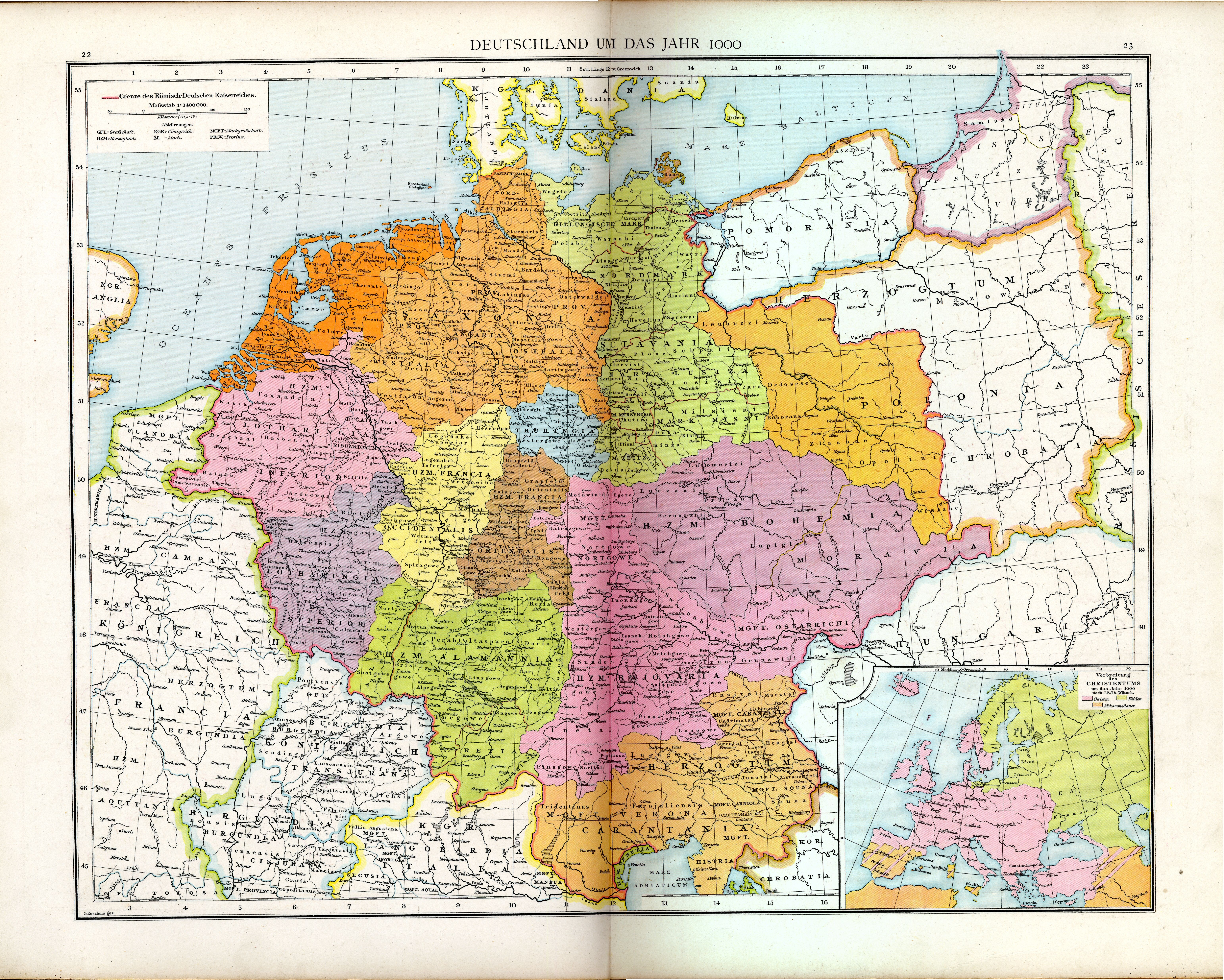
Saint-Empire romain germanique vers 1000.

La Maasgau, le comté de Meuse (Pagus Maasgau ) est un comté carolingien, subdivision de la Lotharingie inférieure.

## Topographie
Sous les Carolingiens c'est le territoire à l'ouest de la Meuse. Le comté de Jüllich, Jülichgau est sur l'autre rive de la Meuse.

## Étymologie
- Maas  signifie la Meuse, et Gau, comté carolingien.
- en néerlandais: Maasgouw

## Siège
Le comte de Meuse résidait à Maastricht, Trajectum ad Mosam.

## Comte de Meuse - Comte de Maasgau
- Gislebert I, né en 770, marié vers 790 et décédé après 842.

- Giselbert II, né vers 825 dans le Hainaut (Hennegau), comte de Maasgau en 841, comte de Lomme en 866. En 846, il enlève et épouse  Ermengarde, fille de Lothaire Ier, le mariage est reconnu en 849. Il meurt en 892.

- Régnier Ier, dit Régnier au Long Col, né vers 850 et mort à Meerssen entre le 25 août 915, et le 19 janvier 916, fut comte de Hainaut, du Maasgau.
- Gislebert de Lotharingie, († 939), fils du précédent. Comte de Maasgau,  928 et abbé laïc de l'abbaye de Stavelot et de Saint-Maximin de Trèves. À partir de 928/929, il est attesté comme duc de Lotharingie.

- Dietrich, assassiné en 1082, Comte de la Betuwe et de Maasgau, père du comte de Gueldre[1]